# Фонтан Дианы (Лондон)
Фонтан Дианы (англ. Diana Fountain) — посвящённый богине Диане (Артемиде) фонтан в Лондоне, в парке Буши в лондонском боро (районе) Ричмонд-апон-Темс. Один из старейших фонтанов Лондона.

## История и описание
Первоначально фонтан был заказан королём Англии Карлом I для сада Сомерсет-хауса. Проект фонтана разработал скульптор Иниго Джонс, который при создании проекта отчасти вдохновлялся внешним видом фонтанов, расположенных в Болонье и Аугсбурге. Работа над скульптурным оформлением была поручена придворным скульпторам короля Карла I — французу Юберу Лесюэру и итальянцу Франческо Фанелли.
На вершине фонтана решено было разместить позолоченную статую Дианы (выполнить статую было поручено Лесюэру), а по бокам должны были размещаться аллегорические бронзовые скульптуры (обычно считается, что эти скульптуры выполнил Фанелли, но иногда предполагают, что в их создании участвовал и Лесюэр).
Первоначально фонтан должен был стоять в саду Сомерсет-хауса посередине сравнительно небольшого бассейна, поэтому Иниго Джонс спроектировал для него обычный по высоте постамент, расположив на своем эскизе скульптуры примерно таким же образом, как они расставлены и сегодня. Работа над постаментом из чёрного мрамора была поручена придворному каменотёсу Николасу Стоуну. Работа над фонтаном началась около 1632—33 и продолжалась, вероятно, до 1637 года.
Однако на своём первоначальном месте фонтан простоял недолго. После Английской революции Оливер Кромвель распорядился перенести его в сад своей резиденции Хэмптон-корт. Это вызвало негодование со стороны наиболее консервативных пуритан, которые считали недопустимым использовать подобные «украшения».
После 1689 года Вильгельм III и Мария II поручили архитектору сэру Кристоферу Рену перестроить и расширить дворец Хэмптон-Корт. К 1613 году Кристофер Рен и Уильям Талман создали длинную подъездную аллею-перспективу ко дворцу через Буши-парк. Уже в 1690 году фонтан получил новый каменный постамент, сохранившийся как верхняя часть современного постамента, при этом расположение аллегорических фигур было изменено. Около 1713 году фонтан Дианы вместе с новым постаментом был перенесён в центр большого пруда на новой аллее-перспективе и установлен на дополнительный высокий постамент, что значительно изменило первоначальные пропорции фонтана.
Во время Второй мировой войны пруд вокруг фонтана был временно осушен. В 2010 году фонтан был капитально отреставрирован, а статуя Дианы вновь позолочена. Сегодня некоторые туристы, посещающие Лондон, принимают фонтан за памятник Диане, принцессе Уэльской.

## Галерея

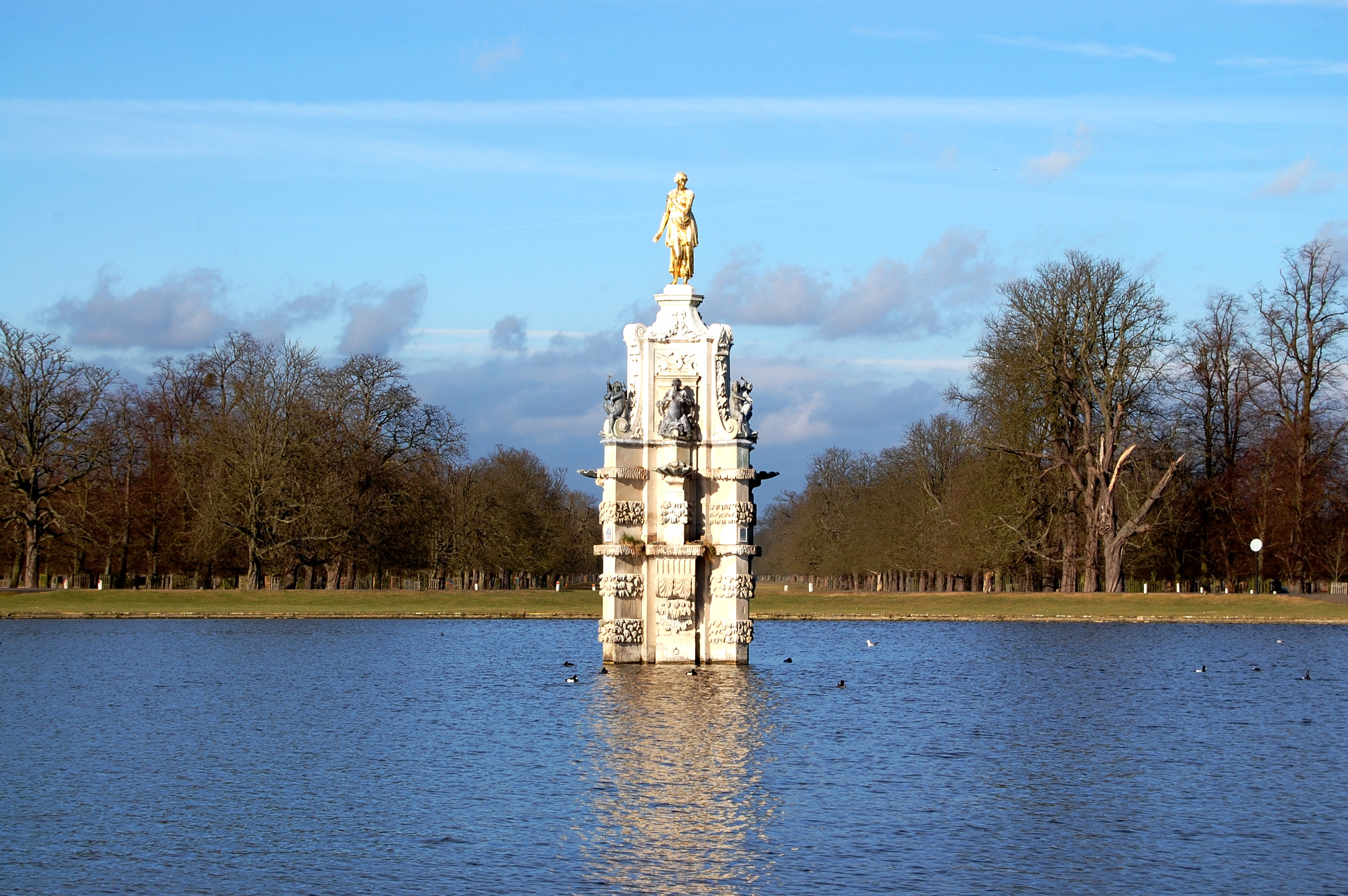
Фонтан Дианы в феврале
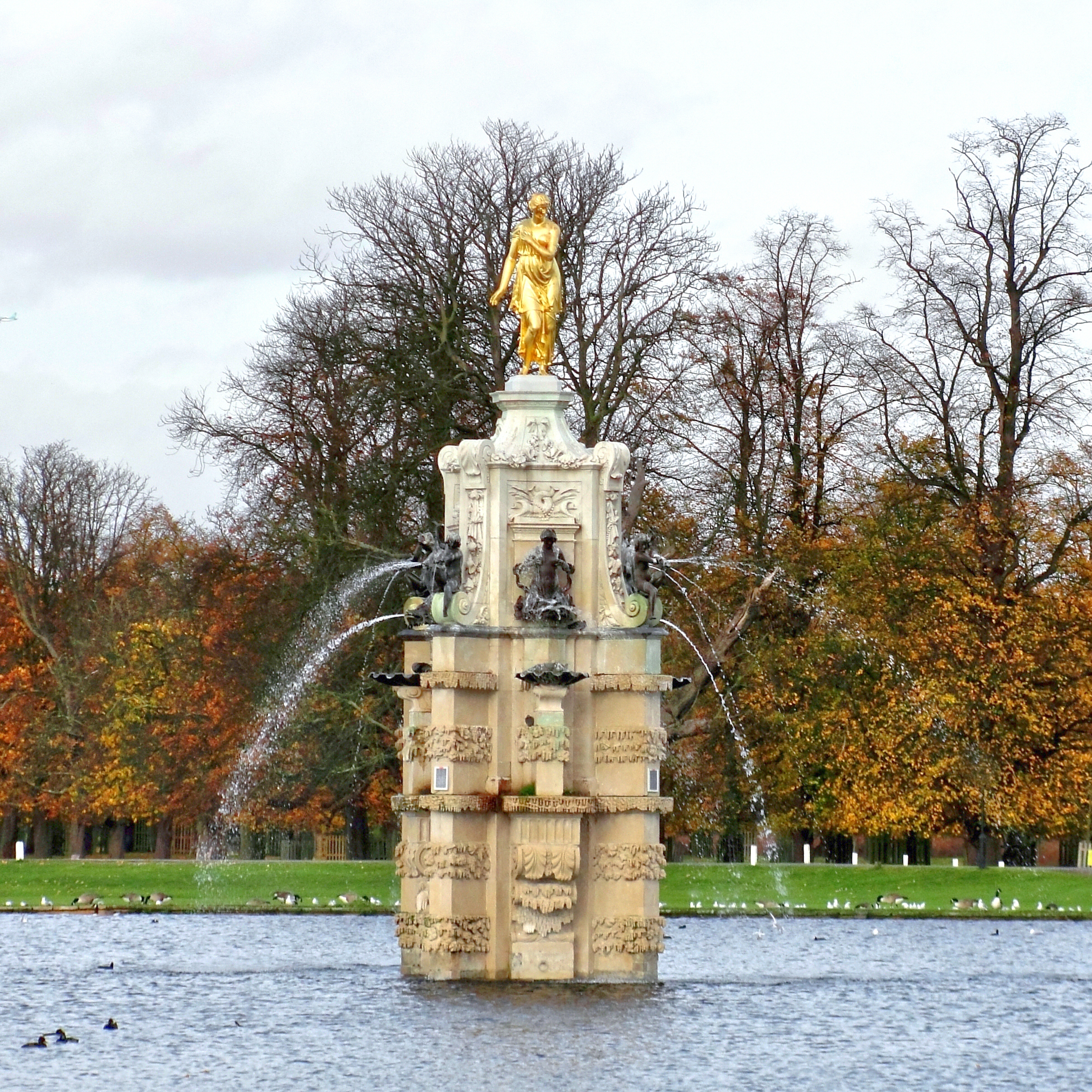
Фонтан поздней осенью
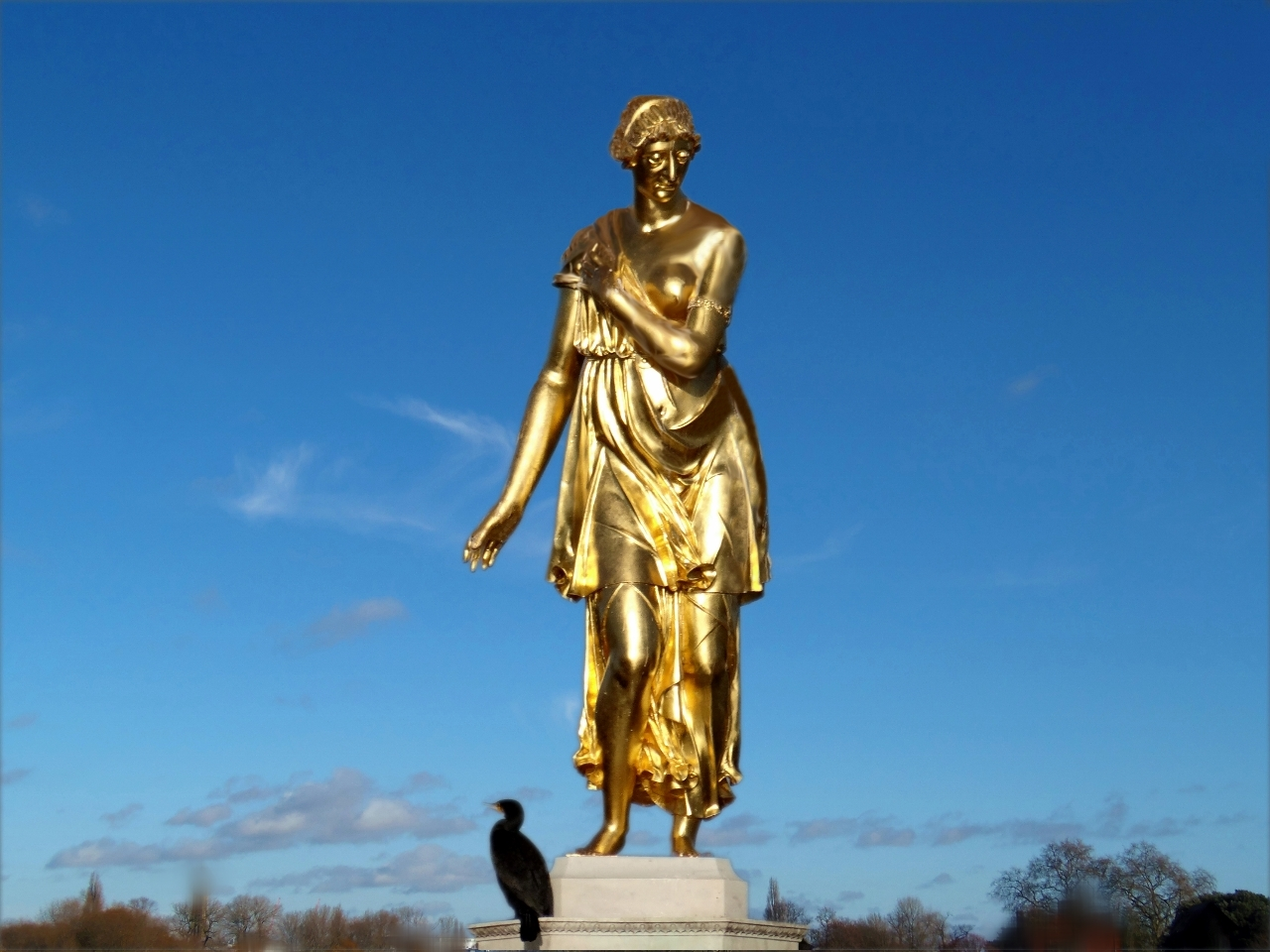
Статуя Дианы крупным планом. Рядом со скульптурой сидит баклан, который, вопреки стереотипам, безвреден для памятника